# Lifemask
Lifemask je šesté studiové album anglického písničkáře Roye Harpera. Vydalo jej roce 1973 hudební vydavatelství Harvest Records a jeho producentem byl Peter Jenner. Vedle Harpera se na albu podíleli například kytarista Jimmy Page ze skupiny Led Zeppelin nebo bubeník Steve Broughton z Edgar Broughton Band. Autorem obalu alba je Hipgnosis. Několik písní z alba bylo použito ve filmu Made, v němž se Harper představil v jedné z hlavních rolí.

## Seznam skladeb
Autorem všech skladeb je Roy Harper.
1. „Highway Blues“ – 6:34
2. „All Ireland“ – 2:52
3. „Little Lady“ – 4:19
4. „Bank of the Dead“ – 3:13
5. „South Africa“ – 4:06
6. „The Lord's Prayer“ – 22:55
  1. „Poem“
  2. „Modal Song Parts I to IV“
  3. „Front Song“
  4. „Middle Song“
  5. „End Song“

## Obsazení
- Roy Harper – zpěv, kytara, syntezátory, baskytara, harmonika, zvony
- Jimmy Page – kytara
- Laurie Allan – bicí
- Steve Broughton – bonga
- Tony Carr – bonga
- Brian Davison – bicí
- Brian Odgers – baskytara
- Ray Warleigh – flétna